# Heliocopris bucephalus
Heliocopris bucephalus – gatunek chrząszcza z rodziny poświętnikowatych, podrodziny Scarabaeinae i plemienia krowieńczaków.

## Taksonomia
Gatunek ten opisany został po raz pierwszy w 1775 przez Johana Christiana Fabriciusa pod nazwą Scarabaeus bucephalus.

## Morfologia
Chrząszcz o ciele długości od 39 do 55 mm. Ubarwienie ma ciemnoczerwone do czarnego, w szczególności barwę ciemnoczerwoną zwykle zachowują boki przedplecza, pokrywy i spód ciała. Głowa jest czarna, u samca w części środkowej ma przeciętnie smukły, lekko ku tyłowi zakrzywiony róg, a w części tylnej jest mocno pomarszczona. U samicy głowa jest na przedzie silnie ścięta ku dołowi, a jej część wyniesiona jest silnie pomarszczona i zaopatrzona w trzy krótkie rogi. Przedplecze samca jest pomarszczone, silnie punktowane, na przedzie opadające pionowo i zaopatrzone w ostrą listwę z ząbkami na końcach. U niektórych samców za tą listwą występuje jeszcze mniejszy ząbek w kątach przednio-wewnętrznych przedplecza. U samicy również obecna jest na przedpleczu listewka o zakrzywionym kształcie, natomiast brak jest ząbków w kątach przednich.

## Ekologia i występowanie
Owady te są koprofagami. Wykazują troskę rodzicielską o potomstwo. Kopią gniazdo z komorą lęgową na głębokości 1–2 m. Następnie znajdują odchody zwierząt i formują z nich kulę o średnicy od 8 do 12 cm, którą to od zewnątrz pokrywają grubą warstwą twardej gliny. Kula toczona jest przez oboje rodziców, przy czym samica pcha ją, a samiec ciągnie. W każdej kuli składane jest pojedyncze jajo. Rozwój larwy i poczwarki przebiega w komorze lęgowej, a na powierzchnię gleby wychodzi postać dojrzała. Dorosłe chrząszcze potrafią strydulować przy pomocy bioder tylnej pary odnóży.
Gatunek orientalny, sięgający jednak po południowe skraje krainy palearktycznej. Znany jest z Afganistanu, Pakistanu, Indii, Sri Lanki, Chin, Bangladeszu, Mjanmy, Kambodży, Tajlandii, Laosu, Wietnamu oraz Malezji.